# Pablo L. Sidar (Guineo)
Pablo L. Sidar (Guineo) es una localidad del municipio de Centro ubicado en la subregión centro del estado mexicano de Tabasco.

## Geografía
La localidad de Pablo L. Sidar (Guineo) se sitúa en las coordenadas geográficas 17°53′50″N 93°00′48″O / 17.897222, -93.013333, a una elevación de 6 metros sobre el nivel del mar.

## Demografía
Según el Conteo de Población y Vivienda 2020, efectuado por el Instituto Nacional de Estadística y Geografía, la localidad de Pablo L. Sidar (Guineo) tiene 133 habitantes, de los cuales 65 son del sexo masculino y 68 del sexo femenino. Su tasa de fecundidad es de 2.16 hijos por mujer y tiene 34 viviendas particulares habitadas.
| Gráfica de evolución demográfica de Pablo L. Sidar (Guineo) entre 1990 y 2020 |
|                                                                               |
| INEGI.                                                                        |